# 圣奥斯定堂 (巴勒莫)
圣奥斯定堂（意大利语：Chiesa di Sant'Agostino）是意大利巴勒莫的一座哥特式教堂，位于历史中心塞拉尔卡迪奥区（Seralcadio），靠近Capo市场。该堂又名 Santa Rita, 因为供奉这位奥斯定会圣人。
该堂建于安格文时期，取代了早期的教堂，可追溯到欧特维尔时期。在后来的几个世纪中，这座建筑发生了若干变化。在18世纪，雕塑家贾科莫·塞尔波塔在教堂内完成了华丽的灰泥装饰。